# 尤寧鎮區 (愛荷華州尤寧縣)
尤寧鎮區（英語：Union Township）是位於美國愛荷華州尤寧縣的一個行政鎮區。

## 地方資料
根據2010年美國人口普查的數據，尤寧鎮區的面積為94.71平方千米，當中陸地面積為94.63平方千米，而水域面積為0.08平方千米。當地共有人口717人，而人口密度為每平方千米2.28人。